# How Long (Hinder)
How Long è il terzo singolo estratto dall'album di debutto degli Hinder, Extreme Behavior. Il pezzo ha raggiunto la numero 6 nella Billboard Mainstream Rock Tracks chart negli Stati Uniti, e fa seguito a "Lips of an Angel", al momento la più grande hit della band. Per questa canzone non è stato realizzato un video.